# Aegomorphus bezarki
Aegomorphus bezarki es una especie de escarabajo longicornio del género Aegomorphus,  subfamilia Lamiinae. Fue descrita científicamente por Santos-Silva & Galileo en 2016.
Se distribuye por América del Sur, en Brasil. Mide 16,4-17,8 milímetros de longitud.